# 西成線列車脱線火災事故
西成線列車脱線火災事故（にしなりせんれっしゃだっせんかさいじこ）は、1940年（昭和15年）1月29日に大阪府大阪市此花区の鉄道省西成線（現在の西日本旅客鉄道桜島線）安治川口駅構内において発生した列車脱線転覆火災事故である。
駅員の分岐器切り替えの不正操作により、列車通過中に分岐器を転換したため、気動車（ガソリン動車）列車のキハ42000形3両編成のうちの最後尾の1両が2対のレールにまたがったまま進行し、同駅構内の島屋町踏切（現在も同じ名前で存在する）付近の構築物に衝突して脱線・転覆した。その結果、燃料のガソリンへの引火により車両火災が発生し、横転した車両から乗客らの脱出が困難になるなどの悪条件が重なったことから、死者189名、重軽傷者69名を出す大惨事になった。

## 事故の概要

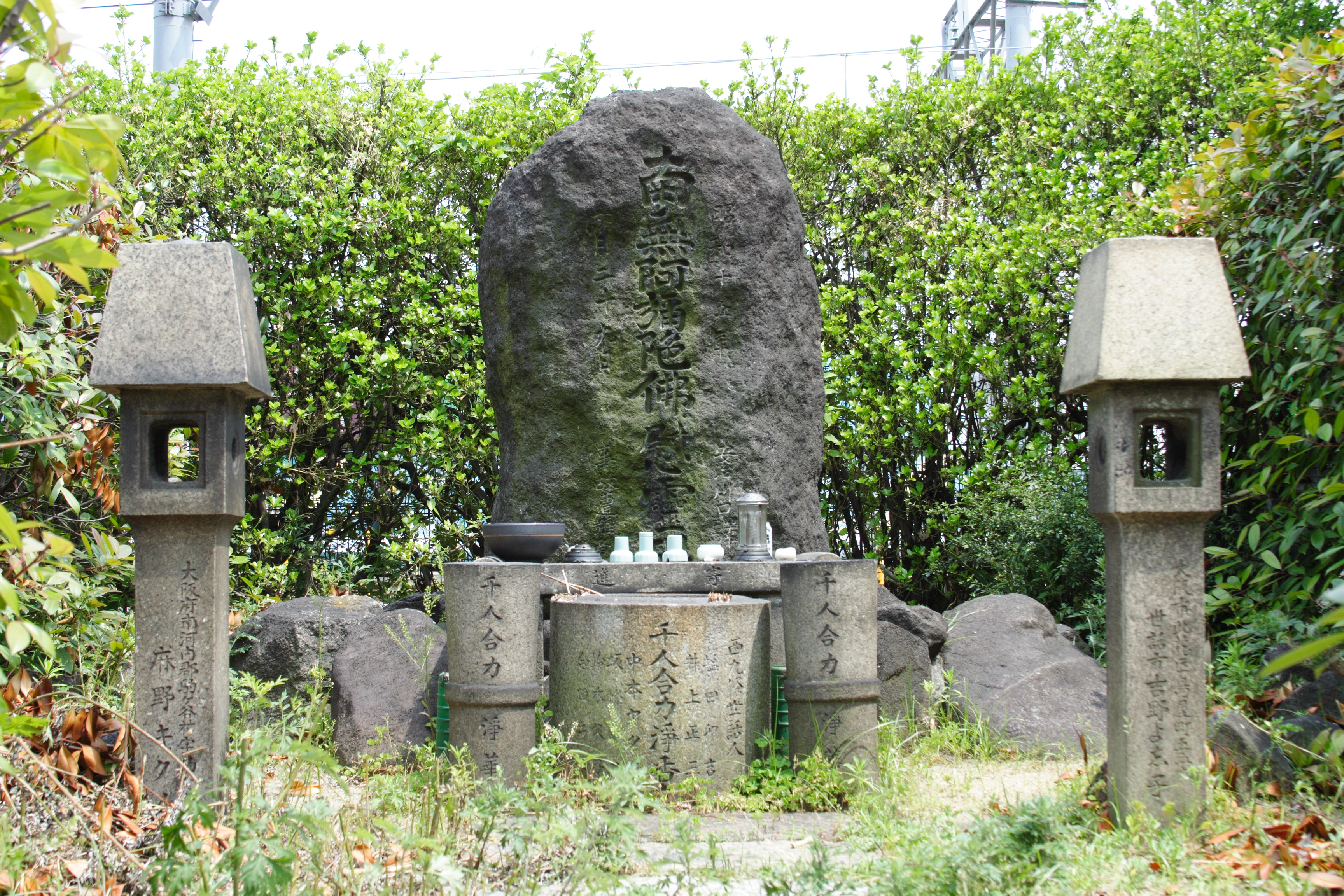
安治川口駅隣にある慰霊碑

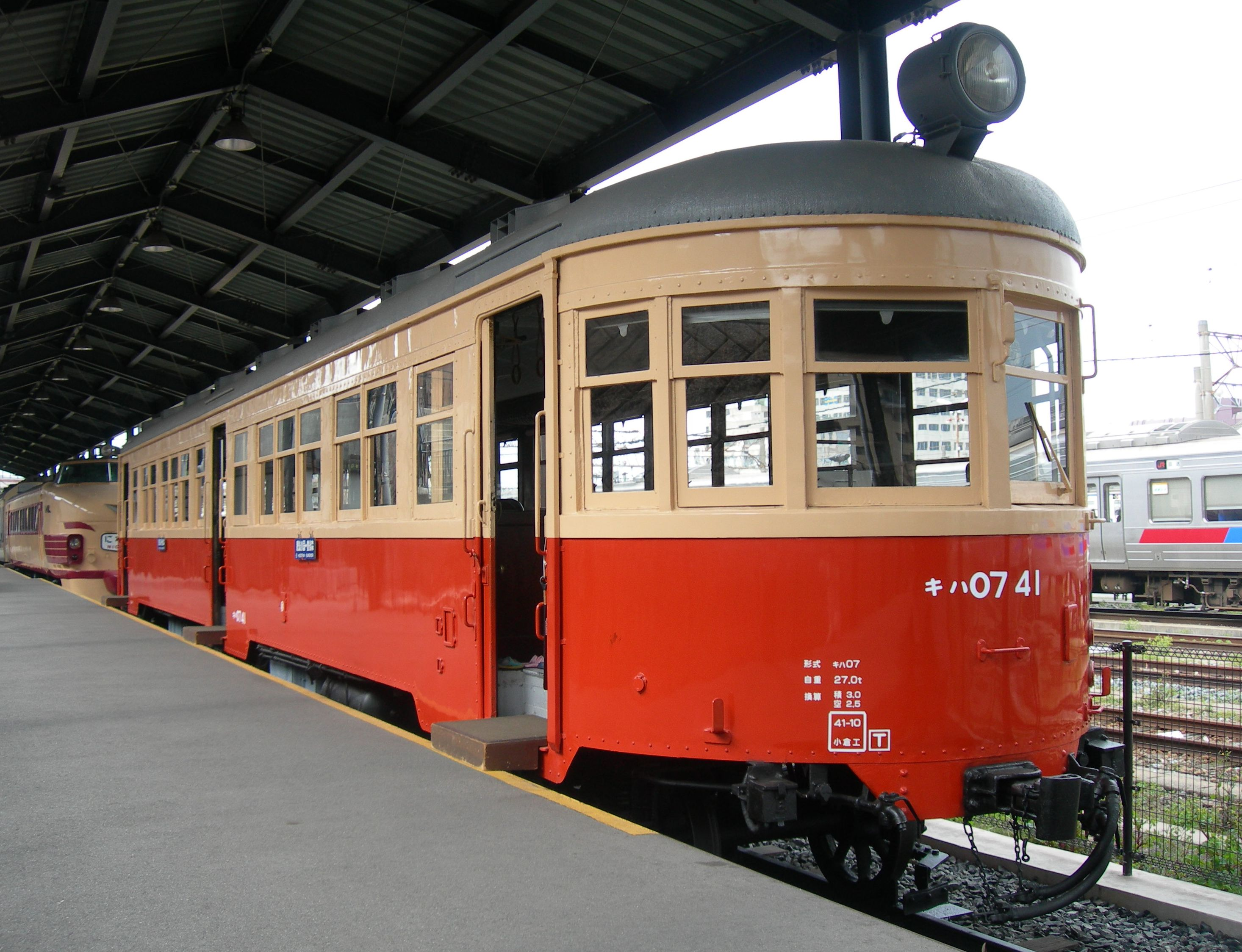
事故車両の同形車
（キハ42000形の後身のキハ07形）

西成線は、大阪駅と臨海部を結ぶ路線で、昭和の初めごろまで閑散路線であったが、日中戦争以降軍需産業が発達し、沿線に多数の工場が建設され、通勤客が激増していた。将来的に電化されることが決定していたが、輸送能力は限界に近づいており、単線区間もあったために運転本数を増やすことができず、朝夕のラッシュ時には乗車率が300パーセント以上に達していたという。
事故当時、ガソリンは戦略物資として統制され、石炭も節約が強く奨励されていた。事故が発生した1940年1月29日の朝、大阪駅を出発した西成線・下り1611列車（下り1611列車の編成は、キハ42057+キハ42012+キハ42056の3両編成）は、西九条駅を出発後、六軒家川橋梁から安治川口駅までガソリン節約のため惰性で走行するように規定されていた。1611列車が安治川口駅に到着したのは午前6時55分で、定時よりも3分遅れていた。西成線は単線であるため、安治川口駅の一つ手前の西九条駅まで来ていた臨時6001列車（蒸気機関車牽引）も出発できず遅れることになり、同じく蒸気機関車牽引の上り旅客列車も同駅を発車できずに遅れることになった。
列車が遅延すると余計に石炭を消費するため、焦った信号係が早く線路を空けようとして十分な確認を怠り、1611列車が駅構内の分岐器を通過し終わる前に分岐器を転換した。この重大な操作規定違反のため、1611列車の最後部1両（キハ42056）が2対の線路にまたがったまま走行したのちに脱線し、駅構内の踏切付近の電柱に衝突して転覆した。さらに転覆時に燃料タンクからガソリンが漏れ出し、これに車体とバラストとの摩擦もしくは電気配線のショートによって発生したと推定される火花が洩れたガソリンに引火して車体が炎上した。なお燃料タンクが破損した原因は転覆によるものではなく、脱線時に車輪が敷石に乗りあげた時に動力を車輪に伝達する継ぎ手（プロペラシャフトのジョイント部分）が燃料タンクに接触したためである。事故車両は、定員120人に対し300人以上の乗客が乗り込んでおり、乗客の重みでサスペンションのバネが潰れ継ぎ手が接触しやすい状況にあった。そのうえに折り悪く大阪湾から吹く強い西風にあおられ、瞬く間に火勢が強くなり車両は全焼した。
事故処理の時に確認されただけでも181名が焼死し、車掌を含めた8名が収容先で死亡したことにより、最終的には死者の合計は189名にのぼり、重軽傷者は69名に達するという甚大な人的被害となった。本件事故は日本の鉄道事故において、現在に至るまで正確に記録されたものとしては史上最悪の死者数を出した事故である。
事故車両内には多くの焼死体が折り重なっていたが、遺体を収容していたところ、もっとも下から2名の生存者が奇跡的に発見された。
西成線は軍事的に重要な路線であったため、事故後の復旧作業は迅速に進められ、鉄道省の職員だけでなく駅周辺の工場労働者までを動員して、事故当日の正午には同線の運行が再開された。
本件事故では、数々の悪条件が重なったために、多くの通勤客が犠牲になった。耐火構造になっていない車両、脱線後の車両横転、燃料タンク破損による火災発生、乾燥した冬の気候、強い西風、超満員の状態（朝の通勤ラッシュの時間帯と重なる）などである。
事故車両に乗車していた大味彦太郎車掌は、車両の横転により片側の窓からしか脱出できなくなった乗客を可能な限り助けていたため、自身も下半身に大火傷を負い、収容先の大阪住友病院で死亡した。

## 事故原因

### 直接の原因
この事故の直接の原因は、列車が通過中にもかかわらず信号係が分岐器を転換したことである。
信号係が転換操作を急いだ背景には、戦時体制下の社会情勢において戦略物資である燃料を節約するためであったが、列車が通過中でも分岐器を動かせる設計であったことが事故発生の最大要因である。通常、分岐器には鎖錠装置などと総称される様々な安全装置が付けられており、そのうちの「轍査鎖錠」装置によって列車通過中は分岐器が固定されて切り替えることができないようになっている。この装置は東海道線などの複線の幹線には設置されており、今回の事故の現場にも元々は設置されていたが、事故前に撤去されていた。したがって事故当時の西成線には備え付けられていなかった。

### 類似の事故
列車が通過中にもかかわらず分岐器が切り替わる事故は、1926年（大正15年）4月9日に横浜の桜木町駅構内で既に発生していた。この事故は、鎖錠装置があったにもかかわらず日常的に列車通過中に分岐器を切り替える不正な操作を行っていたため、分岐器が疲労破損して事故に繋がったものである。
事故の状況は、上りの京浜電車5両編成が桜木町駅を出発した直後に3両目が分岐器の上で脱線し、4両目と5両目が編成から切り離されて下り線を逆走し始めた。そのときに桜木町駅に到着しようとしていた別の下り京浜電車は、下り線を逆走してくる事故車両に気付いて駅の手前で緊急停車し、下り線を後退して逆走車との衝突を回避しようとしたが、2両の逆走車に追いつかれてしまい、双方の列車は下り線上で衝突した。この事故では衝突速度も遅かったために幸いにも人的被害は最小にとどまって大事故には至らなかったが、分岐器を切り替えた信号係が起訴されたのち裁判で有罪判決を受け、罰金200圓（旧円）の刑事処分を科せられた。
このように、実際に本件事故と類似の事故が過去に起きていたにもかかわらず、事故の教訓を活かして再発を防止する対策が取られておらず、安全を優先する意識の欠如があったとの指摘もある。すなわち、人間が通常ありえない操作を意図的に行うことを前提にして、人為的ミスが重大な結果を招かないようにする「フールプルーフ」が重要視されていなかったのである。

## 事故後の経過
事故の刑事裁判であるが、事故当時に分岐器を転換した信号掛の駅員2名が起訴された。1940年10月9日に大阪地方裁判所で判決が言い渡され、服務規程に違反して事故を起こした責任があるとして、被告人2名は共に業務上過失汽車転覆致死罪で禁錮2年が宣告され、刑が確定した。
また、この事故により、引火しやすいガソリンを鉄道車両の動力用燃料に使用することの危険性が指摘され、より安全な軽油を燃料とするディーゼル動車の開発が進められた。当時は、東京・大阪間を結ぶ高速旅客列車にガソリンカーをあてる構想もあったが、本件事故の影響により中止された。実際には戦争の激化に伴い燃料統制が進み、ガソリン動車の使用は縮小し、ディーゼル動車の開発も一時的に中断されることになった。一部の私鉄では戦後の1969年（昭和44年）まで若干のガソリン動車が存続していた。
キハ42000形気動車も燃料統制により使用不可能となり、しばらく放置されていたが、戦後に動力機関をディーゼルエンジンに換装して再生改造され、車両形式はキハ42500形（2代）→キハ07形に変更された。
なお西成線では、事故後にガソリン動車の使用を中止し、電化工事が前倒しで行われた。工事は急速に進められ、事故の翌年1941年に完成している。この工事は「慰霊工事」といわれ、同時に西成線の分岐器には鎖錠装置が取り付けられた。